# ادوارد اسپرلینگ
ادوارد اسپرلینگ ( ۲۹ نوامبر سال ۱۹۰۲ در هام – ۲۴ فوریه سال ۱۹۸۵ در دورتموند) کشتی گیر آلمانی است که در بازی‌های المپیک تابستانی ۱۹۲۸ و در بازی‌های المپیک تابستانی ۱۹۳۲ به رقابت پرداخت.